# Paul Poiret

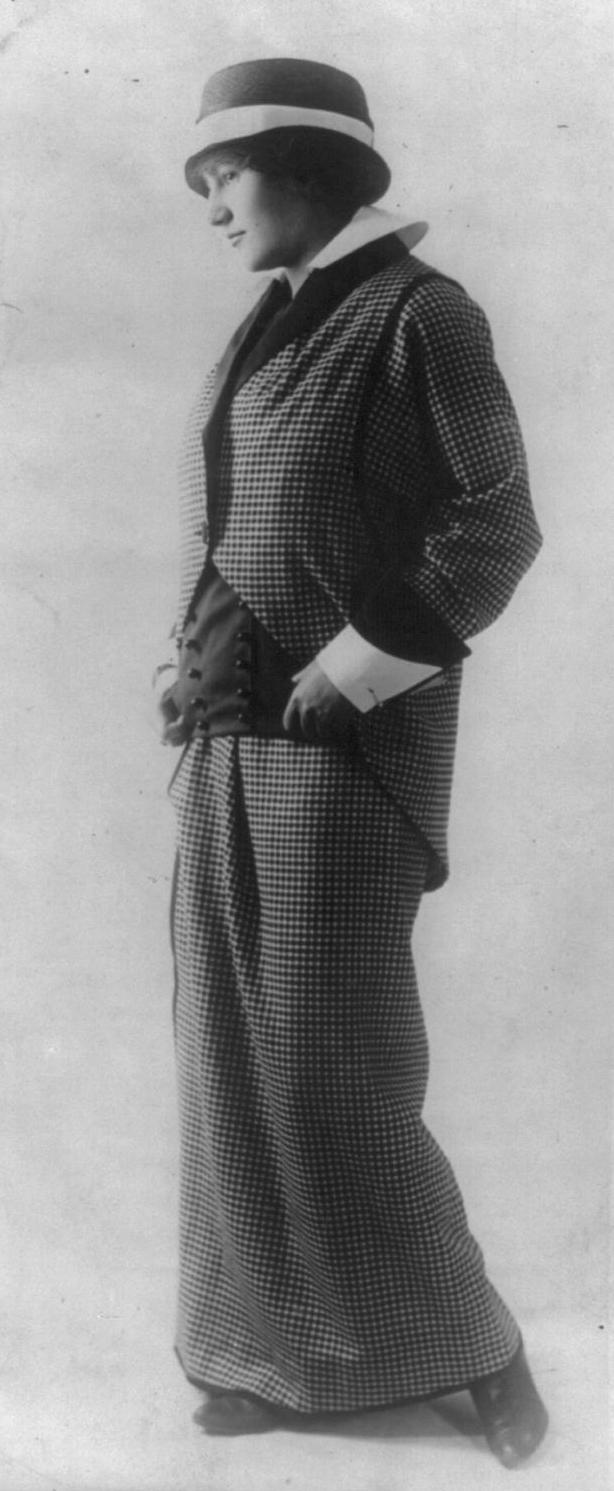
Vestit jaqueta dissenyat per Poiret al voltant del 1914

Paul Poiret (20 d'abril del 1879, París, França - 30 d'abril del 1944, París) va ser un modista francès. Les seves contribucions a la moda del segle xx han estat comparades a les de Picasso en l'art. Es diu que Poiret va alliberar la dona de la cotilla i va ser anomenat "El rei de la moda".
Després d'haver treballat a la casa de modes parisenca de Charles Frederick Worth, Poiret va inaugurar la seva pròpia firma el 1902. L'any 1908 va revifar el vestit estil Imperi, que va ser popular a França durant el règim de Napoleó Bonaparte.
Al tractar de restaurar la naturalitat dels abillaments femenins, Poiret va ser responsable en part de l'obsolescència de la cotilla; però se'l recorda més aviat per dissenyar la faldilla de mig pas, a la qual posteriorment va afegir decorats cenyits des de la cuixa fins al genoll. En les seves creacions solia adornar amb borles capes o xals amb plomes de colors i estoles de guineu que donaven un aire escènic als seus dissenys.
El 1905 es va casar amb la provinciana Denise Boulet, que es convertiria en la seva musa inspiradora i amb qui va tenir cinc fills (Rosine, Martine, Colin, Perrine, i Gaspard). Anys després es van divorciar en pèssims termes.
El 1924-25 es va fer construir per l'arquitecte Robert Mallet-Stevens una vila anomenada "El paquebot" -avui coneguda com a Vila Paul Poiret a Mézy-sur-Seine- que mai va arribar a habitar a causa de la fallida del seu taller de costura el 1926.
Els seus esvelts abillaments d'estètica grega van ser extremadament populars en l'era de preguerra, però la seva fama es va difuminar als anys 1920 i va morir en la pobresa i oblidat a París sota l'ocupació alemanya de França.
El 1930 va publicar En habillant l'époque (Bernard Grasset) i tres llibres de memòries. Dos anys abans va publicar Pan. Annuaire du luxe à Paris (Éditions Devambez) amb la participació de celebritats com Jean Cocteau i Raoul Dufy. La casa Poiret va tancar definitivament el 1929.
El seu amic André Derain el va immortalitzar en un retrat i va ser succeït en el favor popular per Coco Chanel, la seva rival i enemiga en el gust de la moda parisenca. S'explica que cap al final de la seva carrera Poiret es va trobar Chanel vestida amb una de les seves innovadores creacions, el senzill vestit negre, i li preguntà "Perdó senyoreta, per qui porta aquest dol?" al què ella va respondre "Per vostè, senyor".
El Metropolitan Museum of Art de Nova York va muntar una exposició dels seus dissenys: Poiret King of fashion.

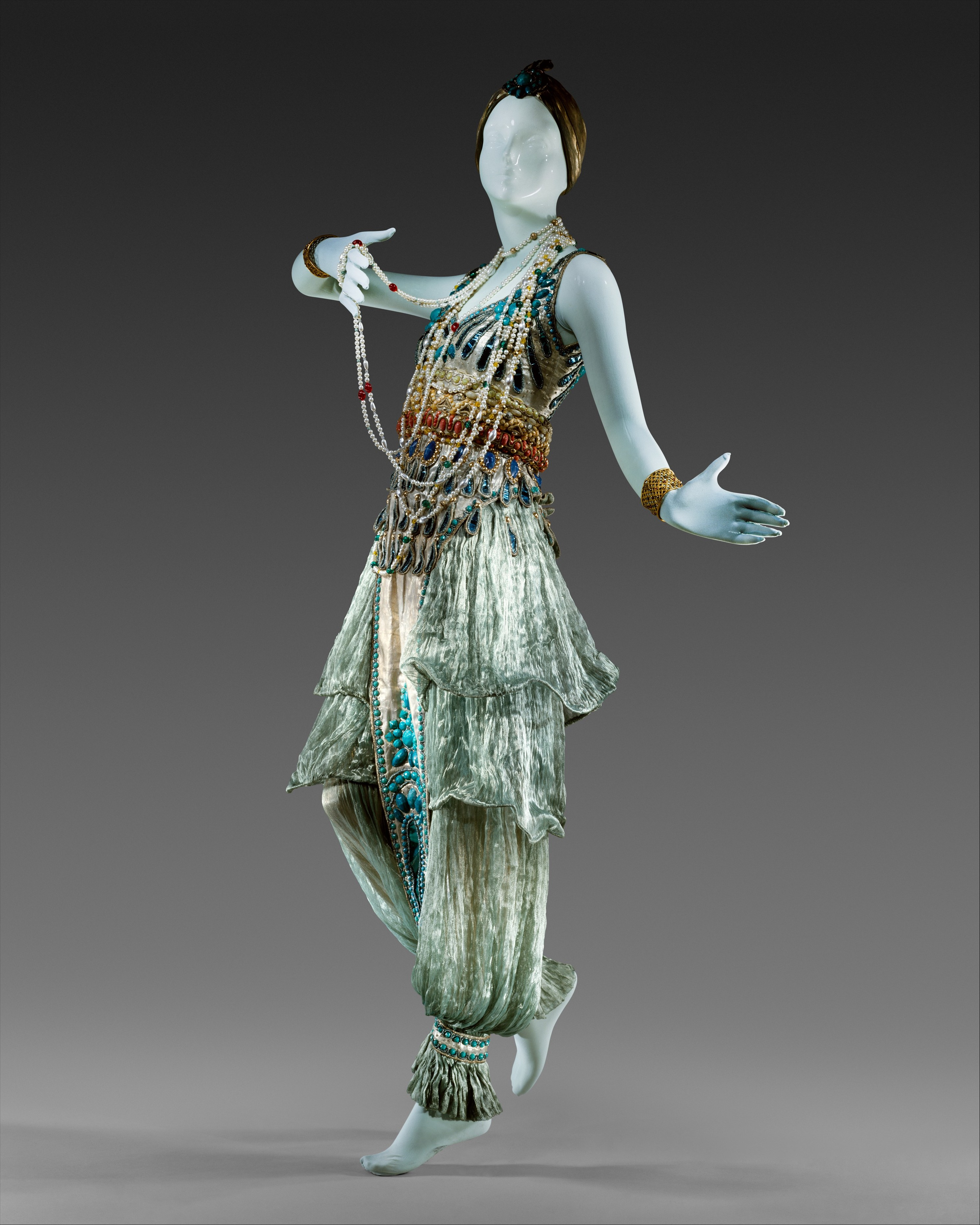
Vestit de nit de seda i cotó, amb ornaments metàl·lics (1911).
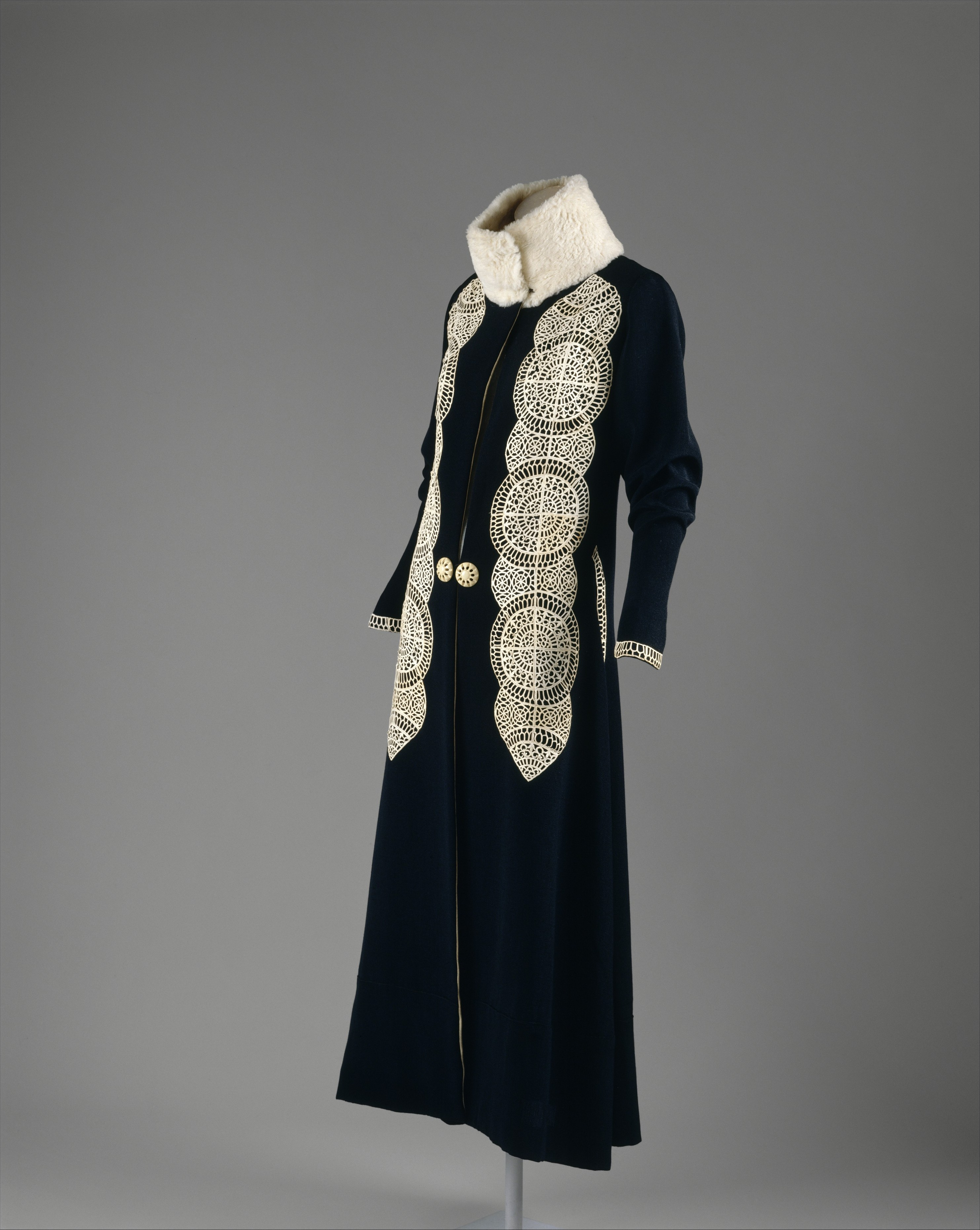
Abric en llana, seda, cuir i pell (1919).
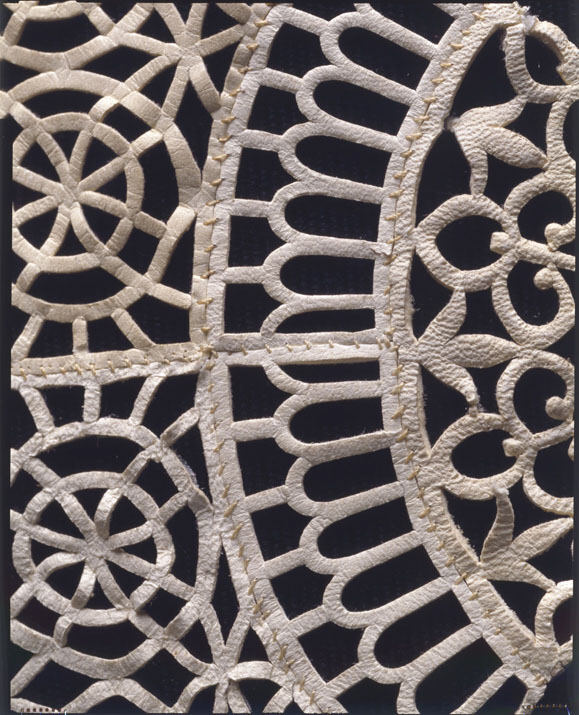
Detall de les decoracions d'una capa.